# Angelo Infanti
Angelo Infanti, né le 16 février 1939 à Zagarolo et mort le 12 octobre 2010 à Tivoli est un acteur italien. Il a joué dans plus de 90 films de 1961 à 2010, dont Le Parrain de Francis Ford Coppola.

## Biographie
Son rôle le plus connu est celui du garde du corps dans Le Parrain, tourné en 1972. Il est le garde du corps en Sicile qui trahit Michael Corleone en piégeant sa voiture. Mais l'attentat échoue et tue la jeune épouse de Michael, Appolonia. La même année, Angelo Infanti incarne le mafieux Lucky Luciano dans Cosa Nostra de Terence Young. En 1982, il reçoit en Italie le David di Donatello du meilleur acteur dans un second rôle pour sa performance dans Borotalco de Carlo Verdone.
Il est le père de la comédienne Rossella Infanti (née en 1977).
Angelo Infanti meurt d'un arrêt cardiaque, le 12 octobre 2010, à Tivoli.

## Filmographie sélective
- 1964 : Ah ! Les Belles Familles (Le belle famiglie), segment Il principe azzurro d'Ugo Gregoretti : le prince
- 1966 : 4 dollars de vengeance (Cuatro dolares de venganza) de Jaime Jesus Balcazar : Barry Haller
- 1967 : Ballade pour un pistolero (Ballata per un pistolero) d'Alfio Caltabiano : Blackie
- 1967 : Coup de force à Berlin (Tiffany memorandum) de Sergio Grieco : Pedro Almereyda / Max Schulz
- 1968 : Gungala, la panthère nue (Gungala la pantera nuda) de Ruggero Deodato
- 1968 : Sylvia et l'amour (Silvia e l'amore) de Sergio Bergonzelli : Pierre
- 1969 : Le Rendez-vous (The Apointment) de Sidney Lumet : Antonio
- 1970 :  La Rupture de Claude Chabrol : le docteur Blanchard
- 1970 : La Peau de Torpedo de Jean Delannoy : Gianni
- 1970 : Un homme nommé Sledge (A Man Called Sledge) de Vic Morrow et Giorgio Gentili : un prisonnier (non crédité)
- 1970 : Le Tunnel de la peur (Fragment of Fear) de Richard C. Sarafian : Bruno
- 1971 : Le Mans de Lee H. Katzin : Lugo Abratte
- 1971 : Le Juge de Jean Girault : Buck Carson
- 1972 : Un amour insolite (Questa specie d'amore) d'Alberto Bevilacqua : Bernardo
- 1972 : Cosa Nostra (Joe Valachi i segreti di Cosa Nostra / The Valachi papers) de Terence Young : Lucky Luciano
- 1972 : Le Parrain (Mario Puzo's The Godfather) de Francis Ford Coppola : Fabrizio, séquence sicilienne
- 1973 : Le Lis de mer (Vanina) de Jacqueline Audry
- 1973 : Les Hommes de Daniel Vigne : Ange Leoni
- 1973 : Un flic hors-la-loi (Piedone lo sbirro) de Steno : Ferdinando Scarano "Le Baron"
- 1973 : Les Amazones (Le guerriere dal seno nudo) de Terence Young : Thésée
- 1974 : Toute une vie de Claude Lelouch : l'étalon italien
- 1975 : Black Emmanuelle (Emanuelle nera) de Bitto Albertini : Gianni Danieli
- 1976 : La Grande bagarre (Il sodato di ventura) de Pasquale Festa Campanile : Graziano d'Asti
- 1976 : Riche et respectable (Ab morgen sind wir reich und ehrlich) de Franz Antel : Nino Andreotti
- 1976 : Black Emmanuelle 2 (Emanuelle nera n°2) de Bitto Albertini : Dr. Paul
- 1976 : Le Corsaire noir (Il Corsaro nero) de Sergio Sollima : Capitaine Morgan
- 1977 : SOS Jaguar, opération casse-gueule (Poliziotto Sprint) de Stelvio Massi : Jean-Paul Dossena
- 1978 : Le Renard de Brooklyn (The Squeeze) d'Antonio Margheriti : l'inspecteur
- 1979 : John's Fever, ce soir on s'éclate (John Travolto... da un insolito destino) de Neri Parenti : Raoul
- 1980 : Pied-plat sur le Nil (Piedone d'Egitto) de Steno : Hassan
- 1980 : La Race sauvage (Razza selvaggia) de Pasquale Squitieri : Carlo Esposito
- 1982 : Borotalco de Carlo Verdone : Manuel Fantoni / Cesare Cuticchia
- 1982 : Les 7 salopards (La belva dalla calda pelle) de Bruno Fontana : Falk
- 1983 : Le Retour de l'étalon noir (The Black Stallion Returns) de Robert Dalva : le père de Raj
- 1983 : La Pourpre et le Noir (The Scarlet and the Black) (téléfilm) de Jerry London : Père Morosini
- 1984 : L'Histoire de Piera (Storia di Piera) de Marco Ferreri : Tito / Giasone
- 1986 : L'Enquête (L'inchiesta) de Damiano Damiani : Trifone
- 1986 : Une épine dans le cœur (Una spina nel cuore) d'Alberto Lattuada : Roberto Dionisotti
- 1991 : Netchaïev est de retour de Jacques Deray : Joseph
- 1991 : Money de Steven Hilliard Stern : Romano
- 1993 : L'Escorte (La scorta) de Ricky Tognazzi : Juge Barresi
- 1993 : La Vengeance d'une blonde de Jeannot Szwarc : Giacomo Contini
- 1995 : Carogne d'Enrico Caria : Don Alfredo
- 1996 : Donna (mini-série télévisée) de Gianfranco Giagni (it) : Roberto
- 2001 : Diapason de Antonio Domenici : Marcello
- 2001 : Nid de guêpes de Florent-Emilio Siri : Abedin Nexhep
- 2009 : Ex de Fausto Brizzi : le père d'Elisa
- 2010 : Lettres à Juliette (Letters to Juliet) de Gary Winick : Lorenzo le joueur d'échecs
- 2010 : Backward de Max Leonida : Luigi